# Tron 2.0
TRON 2.0 — відеогра жанру екшен від першої особи з елементами RPG. Події сюжету розгортаються «всередині» комп'ютерної системи, так само як і у фільмі Трон, внаслідок чого гра в гумористичному ключі використовує і спотворює комп'ютерні поняття. Наприклад, гравець може опинитися в вогненно-червоному оточенні брандмауера (англ. Firewall) і в операційній системі малопотужного КПК, боротися з вірусами, тікаючи від форматування диска, і використовувати снайперську гвинтівку під назвою «LOL».
Міні-гра «світловий мотоцикл» включена як частина сюжету, а також доступна в Мультіплейер. У грі Брюс Бокслейтнер озвучує Алана Бредлі. Сінді Морган, також грала у фільмі, озвучує новий персонаж Ма3а. Ребекка Ромійн озвучує Меркурі. Спочатку запланована як повнометражний фільм, ідея була перероблена в гру. Наразі жодних договорів про створення фільму не було підписано. Сюжет гри повністю ігнорований у фільмі «Трон: Спадщина».